# Helionidia cicadulosa
Helionidia cicadulosa är en insektsart som först beskrevs av Naudé 1926.  Helionidia cicadulosa ingår i släktet Helionidia och familjen dvärgstritar. Inga underarter finns listade i Catalogue of Life.